# Božikovac (otok)
Božikovac je nenaseljeni otočić u hrvatskom dijelu Jadranskog mora.
Njegova površina iznosi 0,011 km². Dužina obalne crte iznosi 0,39 km.